# Дакшайд
Дакшайд (нем. Dackscheid) — община в Германии, в земле Рейнланд-Пфальц. 
Входит в состав района Айфель-Битбург-Прюм.  Население составляет 150 человек (на 31 декабря 2010 года). Занимает площадь 5,09 км².